# David Finck
David Finck (* 26. August 1958 in Rochester, New York) ist ein US-amerikanischer Jazzbassist (Kontrabass, Bassgitarre).

## Leben und Wirken
Finck wuchs in einer Musikerfamilie auf und spielte schon im Alter von zehn Jahren Kontrabass. Während seiner Highschool-Zeit hatte er Unterricht bei verschiedenen Kontrabassisten des Philadelphia Orchestra. Nach dem Studium an der Eastman School of Music in Rochester, das er 1980 abschloss, ging er nach New York und tourte dann mit der Band von Woody Herman.
Fincks Diskographie umfasst mehr als einhundert Alben, darunter mit Goldenen und Platin-Schallplatten ausgezeichnete Aufnahmen mit Rod Stewart, Natalie Cole und Elton John. Unter anderem arbeitete er auch mit Dizzy Gillespie, Herbie Hancock, Aretha Franklin, Sinéad O’Connor, Ivan Lins, Al Jarreau, Tony Bennett, Paquito D’Rivera, George Michael, Rosemary Clooney, André Previn, Betty Carter (The Music Never Stops) und Michika Fukumori. Mit dem Trio von Steve Kuhn, dem er seit langen Jahren angehört, begleitete er auch Sheila Jordan. Weiterhin gehört er zum Trio von Carlos Franzetti, mit dem er Alben wie Ricordare (2019) und In the We Small Hours (2022) aufnahm.
Mit dem eigenen David Finck Quartet (mit Joe Locke, Tom Ranier und Joe LaBarbera) veröffentlichte er 2008 das Album Future Day. Gemeinsam mit Gato Barbieri, Carlos Franzetti und Néstor Astarita entstand 2010 das Album New York Meeting. Mit dem Pianisten Roger Davidson legte er 2011 das Album Umbrellas & Sunshine vor.